# Louveciennes
Louveciennes ist eine französische Kleinstadt mit 7744 Einwohnern (Stand 1. Januar 2022) im Département Yvelines in der Region Île-de-France etwa 20 Kilometer westlich von Paris.

## Geschichte
Ursprünglich war Louveciennes ein kleines Dorf am Ufer der Seine mit Obst- und Weinbau. Im 17. Jahrhundert wurde nach der Verlegung des Hofes von Ludwig XIV. nach Versailles das Aquädukt von Louveciennes gebaut. Louveciennes hieß damals Luciennes,  im 18. Jahrhundert wurde es Louvetienne genannt. Im 19. Jahrhundert wurde das Dorf durch seine Maler bekannt, z. B. Pissarro und Sisley. Seit der Bahnanbindung an Paris wurden vermehrt Landsitze und Zweitwohnungen bezogen. In den letzten Jahrzehnten entwickelte sich Louveciennes zum Wohnort für gut situierte, in Paris arbeitende Pendler.
1951 wurde in Louveciennes das Hauptquartier der NATO SHAPE (Supreme Headquarters Allied Powers Europe) eröffnet. Nach dem Austritt Frankreichs aus der NATO bezog 1961 die Firma CII, später Bull, die Gebäude bis 2004.

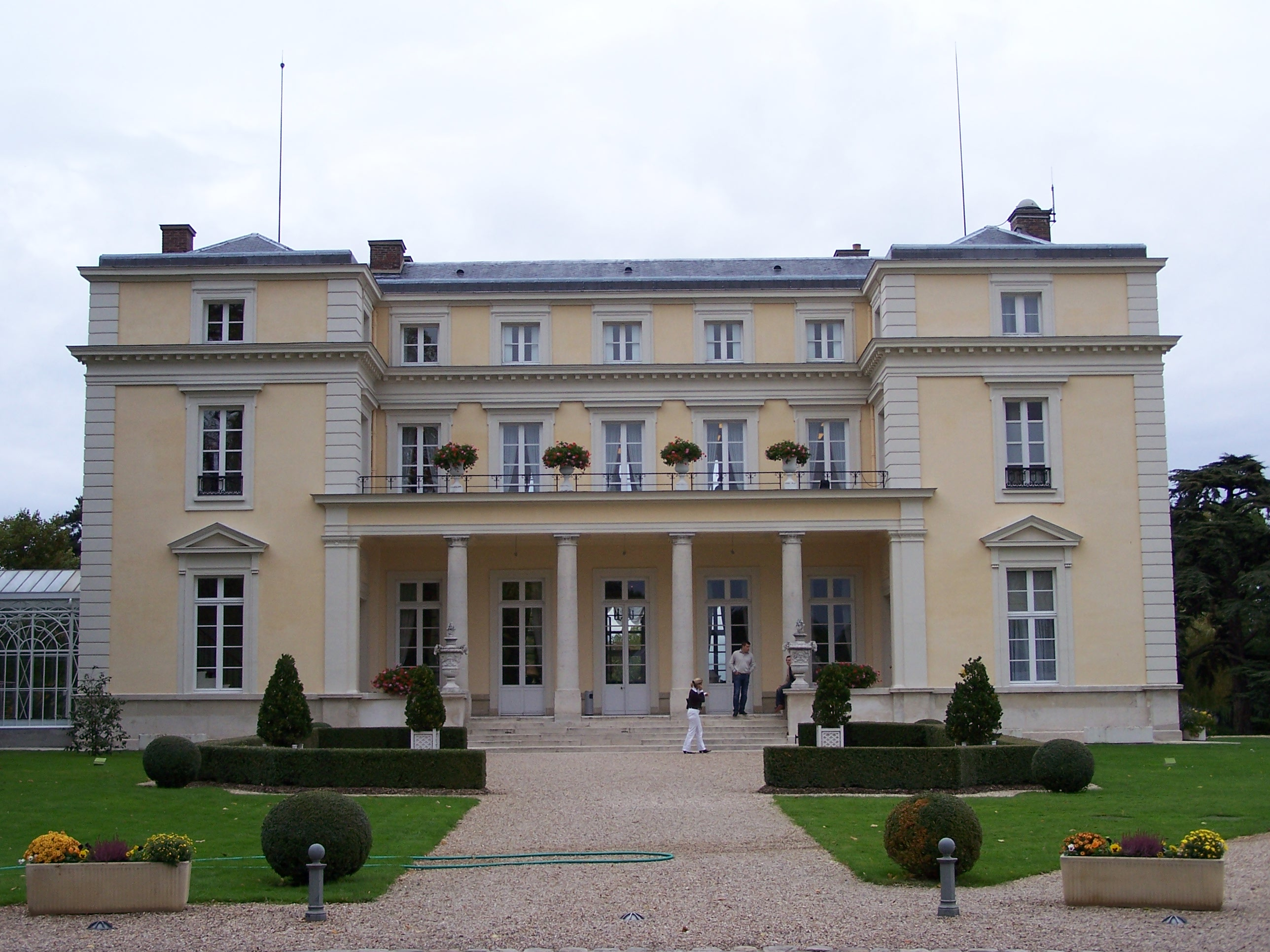
Château de Voisins

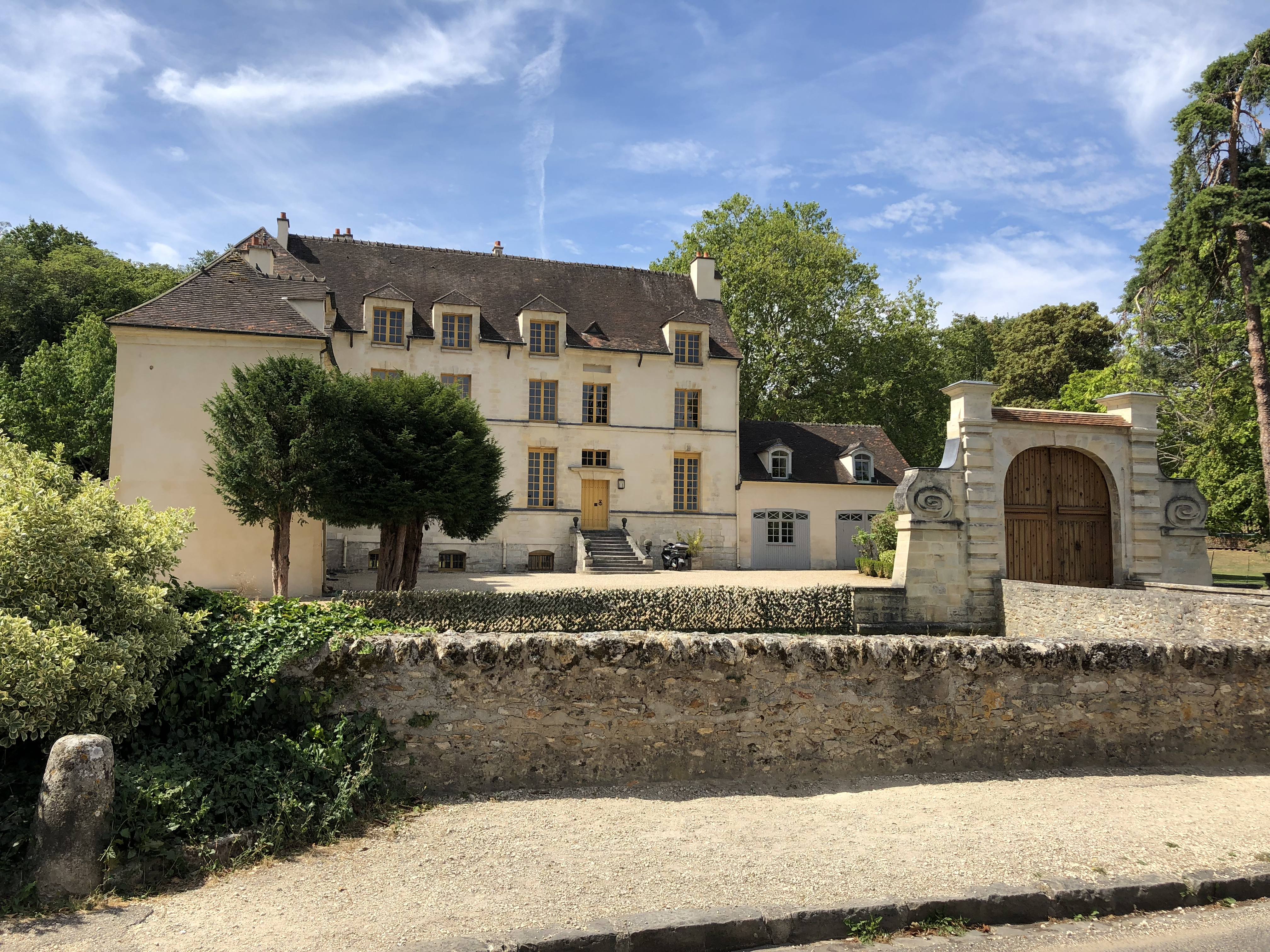
Château du Pont

## Wappen
Das Wappen stellt zwei nebeneinander laufende Wölfe in Silber auf blauem Grund sowie drei Lilien in Gold auf rotem Grund dar.

## Sehenswürdigkeiten
Siehe auch: Liste der Monuments historiques in Louveciennes
Das Aquädukt von Louveciennes (auch Aquädukt von Marly) wurde 1681–1685 von Jules Hardouin-Mansart und Robert de Cotte errichtet, um Schloss Versailles und Schloss Marly-le-Roi mit Wasser aus der Seine zu versorgen, das von der Maschine von Marly auf das Hochufer gepumpt wurde. Das Aquädukt ist 620 m lang und 23 m hoch und leitete das Wasser in die Wasserspeicher von Marly.
Mehrere Schlösser aus dem 17. und 18. Jahrhundert (Schloss Voisins, Schloss der Madame du Barry, Château du Pont, Château du Parc, Château des Sources) befinden sich sämtlich in Firmen- oder Privatbesitz.

## Verkehr
- Eisenbahn: Ab Paris (Bahnhof Saint-Lazare) Zug Richtung Saint-Nom-la-Bretèche.
- PKW: Autobahn A 13, dann RN 186 Richtung Norden (Port-Marly, Saint-Germain-en-Laye). In Ost-West-Richtung wird die Gemeinde von der D 102 (route départementale) durchquert.

## Persönlichkeiten in Verbindung mit Louveciennes

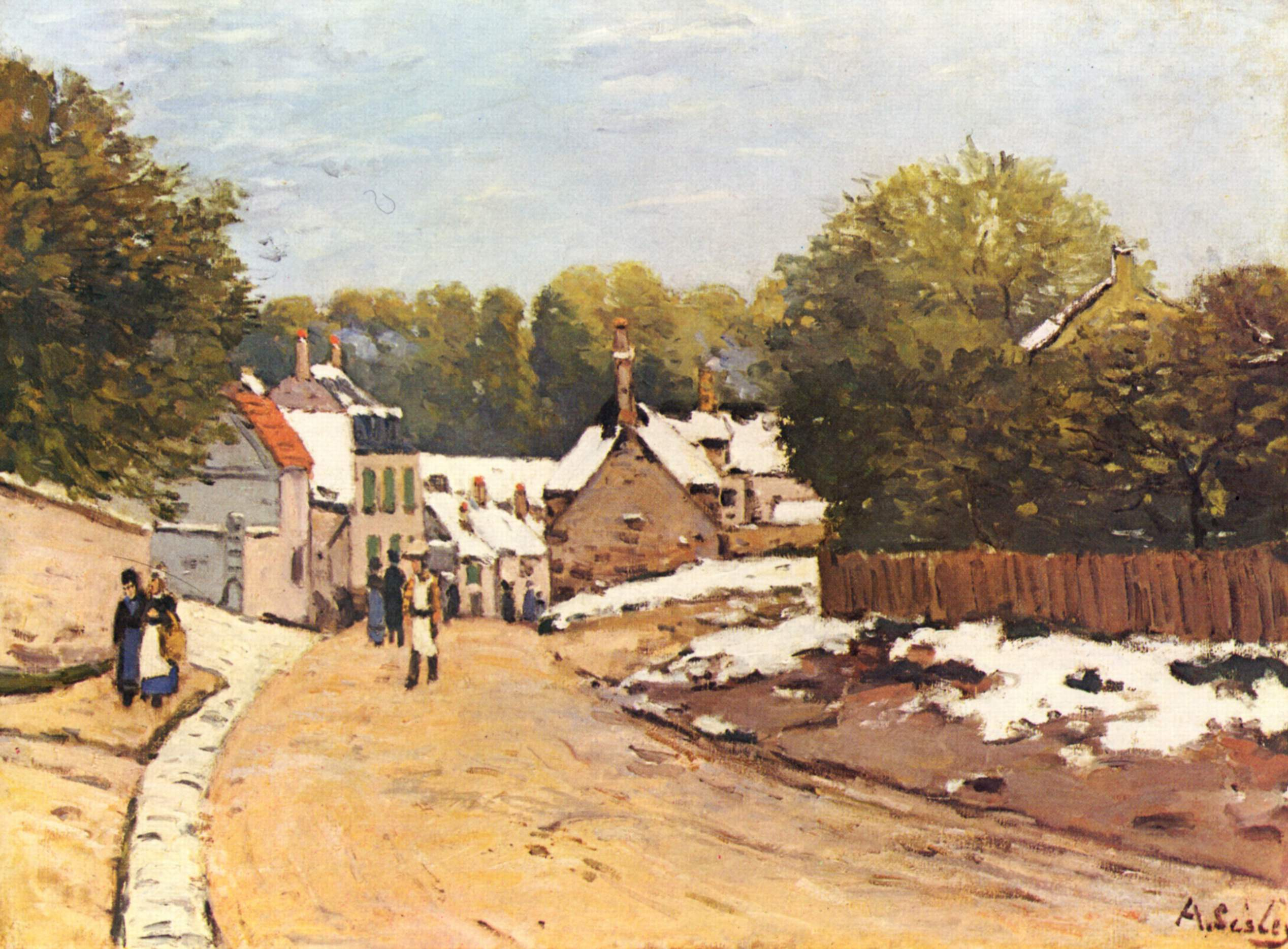
Erster Schnee in Louveciennes von Alfred Sisley, 1870

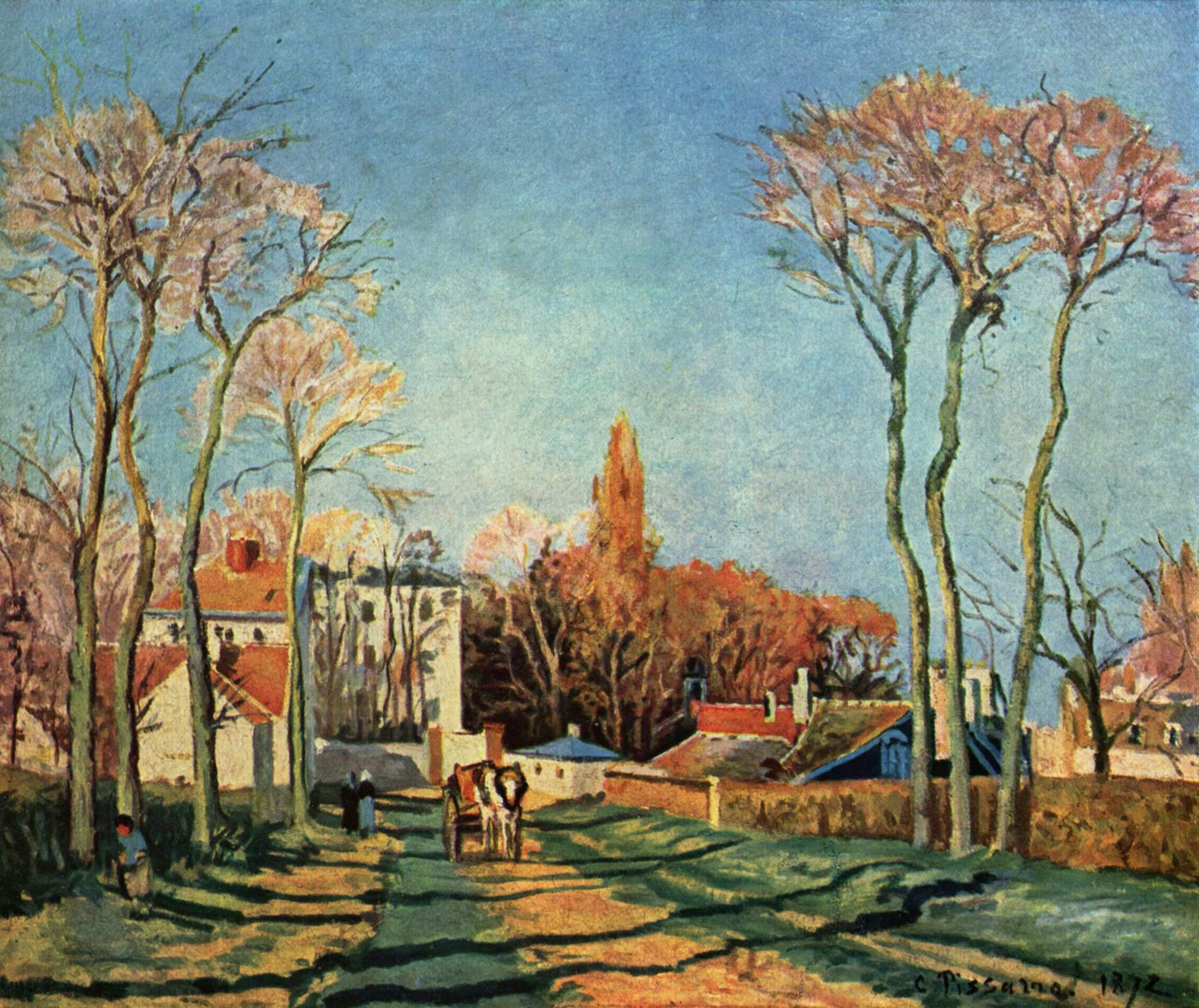
Entrée du village de Voisins von Camille Pissarro, 1872

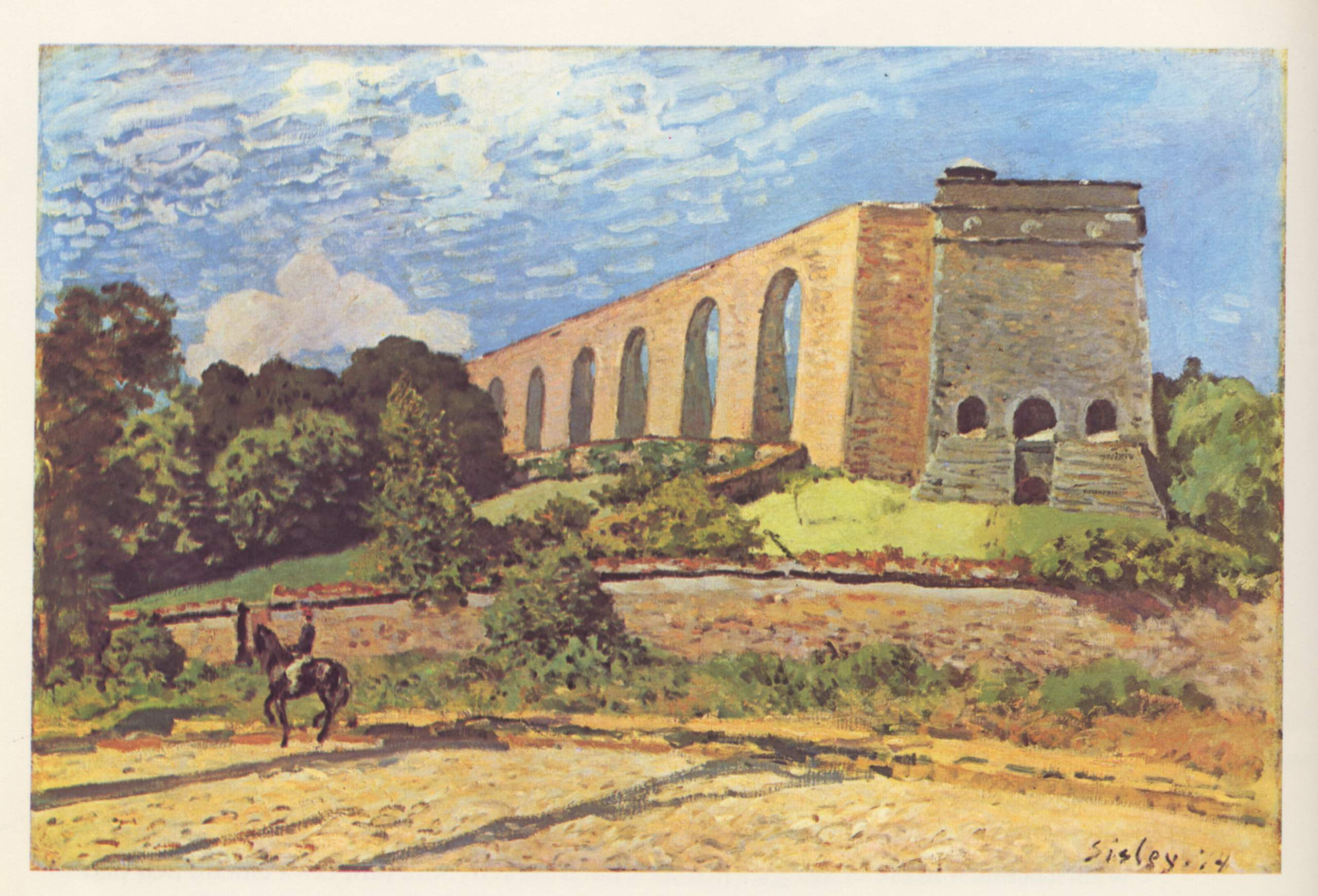
L’Aqueduc à Marly von Alfred Sisley, 1874

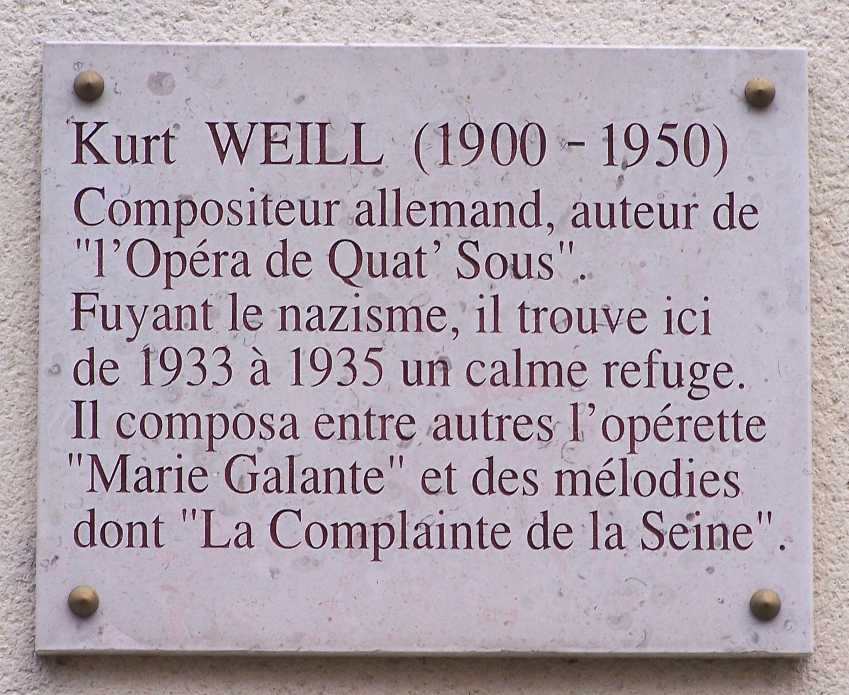
Gedenktafel für Kurt Weill

Persönlichkeiten mit Wohnsitz in Louveciennes waren
- Madame du Barry (1743–1793), Maitresse von Ludwig XV., lebte im Pavillon des Eaux und erweiterte ihn zum Schloss.
- Élisabeth Vigée-Lebrun (1755–1842), bekannt durch ihre Frauenporträts, kaufte 1809 ein großes Landhaus in Louveciennes und wohnte abwechselnd dort und in Paris, bis ihr Landhaus im März oder April 1814 von preußischen Soldaten besetzt wurde (Befreiungskriege#Feldzug 1814). Sie starb in Paris und wurde in Louveciennes begraben.
- Camille Pissarro (1830–1903), malte zahlreiche Gemälde von Louveciennes.
- Charles Camille Saint-Saëns (1835–1921), Organist und Komponist, lebte von 1865 bis 1870 im Dorf Voisins.
- Alfred Sisley (1839–1899), Landschaftsmaler, wohnte von 1870 bis 1874 im Dorf Voisins.
- Auguste Renoir (1841–1919), Impressionist, wohnte von 1869 bis 1870 in Voisins.
- Joseph Joffre (1852–1931), französischer General und Mitglied der Académie Française, hatte seinen Altersruhesitz in Louveciennes.
- Louis-Victor de Broglie (1892–1987) erhielt 1929 den Nobelpreis für Physik und starb in Louveciennes.
- Kurt Weill (1900–1950, der Komponist der Dreigroschenoper) emigrierte 1933 nach der Machtergreifung des NS-Regimes wegen seiner jüdischen Abstammung nach Frankreich und fand von 1933 bis 1935 Zuflucht in Voisins.
- Anaïs Nin (1903–1977), die spanisch-kubanische Autorin lebte von 1929 bis 1940  mit ihrem Mann Hugh Guiler in Louveciennes. In der gemeinsamen Villa hatte sie unter anderem eine Affäre mit Henry Miller. Sie verließ Frankreich, als die Wehrmacht Frankreich angriff und besiegte.
- Karl Lagerfeld (1933–2019). Er kaufte in Louveciennes ein Palais in einem Park und ließ es vier Jahre lang umbauen. Dieses Palais war die letzte von ihm gekaufte Immobilie; er soll dort nur eine einzige Nacht verbracht haben.[3] In diesem Palais starb 1894 der Schriftsteller
- Charles Leconte de Lisle (* 1818)

## Städtepartnerschaften
Louveciennes hat Städtepartnerschaften mit Gemeinden ähnlicher Einwohnerzahl
- Meersburg am Bodensee – seit 1991
- Radlett in Großbritannien, 20 km nördlich von London – seit 1983
- Vama in der Bukowina in Rumänien, seit 2000